# Bedřich Homola

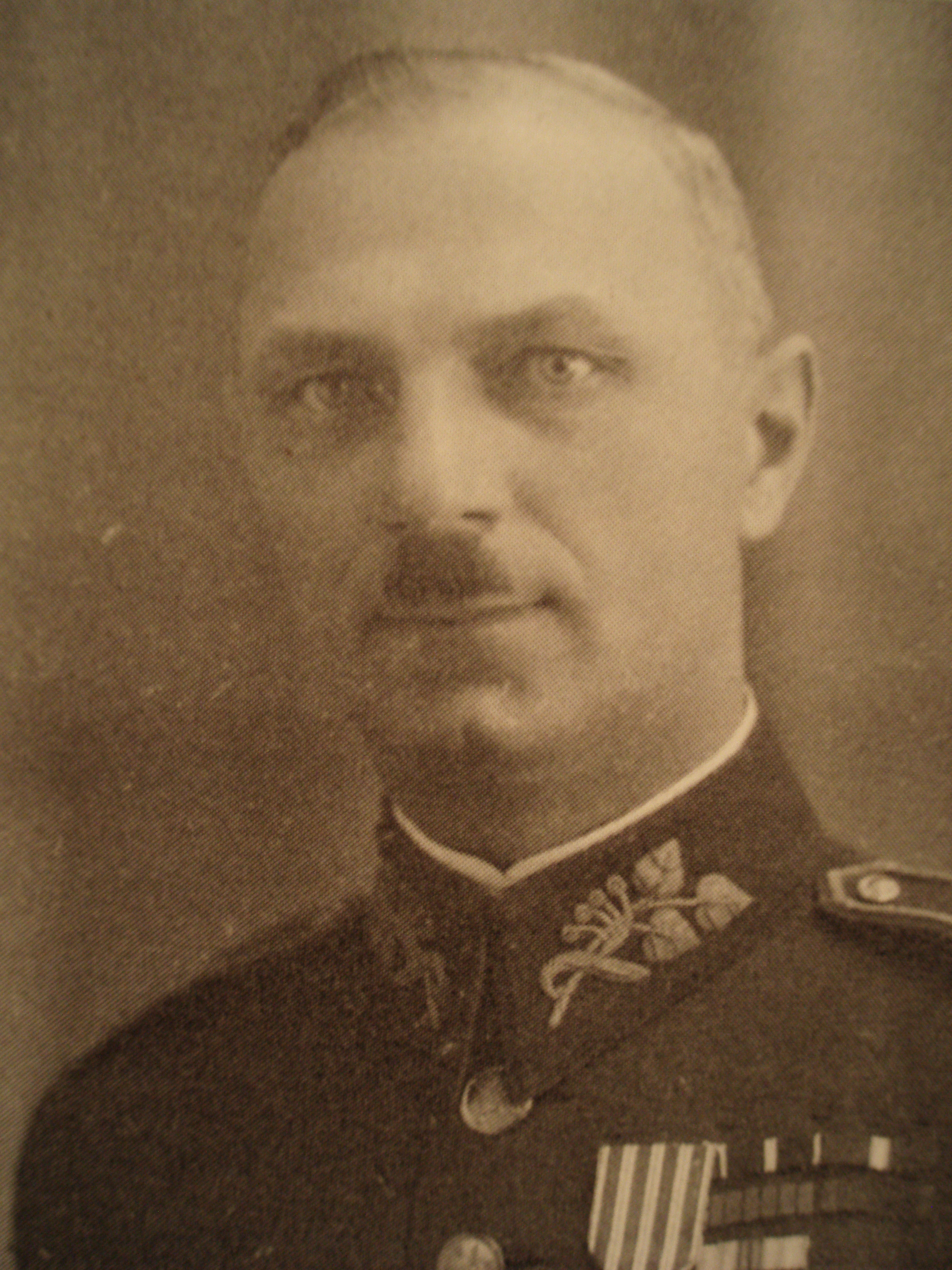
Bedřich Homola (1929)

Bedřich Homola (* 2. Juni 1887 in Běleč, heute Ortsteil von Liteň; † 5. Januar 1943 in Strafanstalt Plötzensee) war ein tschechoslowakischer Soldat, Legionär, Divisionsgeneral in der Tschechoslowakischen Armee sowie als führendes Mitglied der Widerstandsgruppe Obrana národa eine Persönlichkeit des tschechoslowakischen Widerstandes 1939–1945 gegen den Nationalsozialismus.

## Leben
Homola besuchte die Grundschule in Liteň, Hostomice und Bílina und besuchte dann die mittlere Industriebauschule in Prag. Er wurde eingezogen und besuchte während dieser Zeit eine Schule für Reserveoffiziere. Nach dem Kriegsausbruch wurde Homola eingezogen und an die russische Front versetzt. Nach zwei Verletzungen meldete er sich in die Tschechoslowakischen Legionen, nahm an der Schlacht um Bachmatsch teil und wurde Leiter einer Offiziersschule.
Nach der Rückkehr in die Tschechoslowakei 1920 wirkte er beim Verteidigungsministerium als Ausbilder und besuchte 1921–1922 selbst einen Lehrgang in der Vysoká škola válečná (Kriegshochschule) in Prag. In der Folge leitete er als Oberstleutnant militärische Akademien und befehligte Regimente und Brigaden in Olomouc, Kroměříž und anderen Städten. Im Februar 1929 wurde er in den Dienstgrad des Brigadegenerals erhoben. Ab März 1934 befehligte er die 1. Infanteriedivision in Prag und ab Oktober 1935 das 7. Armeekorps in Turčianský Svätý Martin in der Slowakei. Nachdem die separatistischen Tendenzen in der Slowakei, die eine Abtrennung dieses Landesteils zum Ziel hatten, stark wurden, verkündete Homola nach Direktiven der Prager Regierung in der Mittelslowakei den Ausnahmezustand und entmachtete das slowakische Kabinett, indem er fast alle Mitglieder unter Arrest stellte (Homola-Putsch vom 9. bis 10. März 1939). Nachdem der selbstständige Slowakische Staat unter der Schirmherrschaft Deutschlands dennoch am 14. März 1939 ausgerufen worden war, kehrte Homola nach Prag zurück.
Nach Beratungen mit General Josef Bílý im August 1939 arbeitete Homola an der Schaffung von Kommando- und Führungsstrukturen der im Aufbau befindlichen Widerstandsgruppe Obrana národa, die vorwiegend aus Offizieren bestand. Es entstand bald die Landesleitung Groß-Prag (neben den Landesleitungen Böhmen und Mähren), deren Befehlshaber Homola wurde. Nachdem Josef Bílý, der an der Spitze des Hauptkommandos der Obrana národa stand, im November 1940 verhaftet worden war, rückte Homola zu seinem Nachfolger auf und übernahm die Leitung des Generalstabs der Obrana národa. In dieser Position setzte er sich für eine Umstrukturierung und Reorganisation der Strukturen des Widerstandes und die Zusammenarbeit von dessen Kräften ein.
Infolge eines Verrates wurde Homola am 31. Dezember 1941 durch die Gestapo verhaftet. Er wurde im Gefängnis Pankrác festgehalten und mehreren Verhören unter Folter unterzogen. Im September 1942 wurde er nach Dresden und kurz danach in die Strafanstalt Plötzensee in Berlin verlegt. Im Prozess vor dem Volksgerichtshof am 30. September 1942 wurde Homola wegen Hochverrats zum Tode verurteilt. Er wurde am 5. Januar 1943 hingerichtet.
1946 wurde Bedřich Homola in den Rang eines Armeegenerals in memoriam befördert. Am 28. Oktober 1998 erhielt er in memoriam den Orden des Weißen Löwen.

## Auszeichnungen
- Tschechoslowakisches Kriegskreuz 1914–1918
- Tschechoslowakisches Kriegskreuz 1939
- Orden des Weißen Löwen
- Russischer Orden der Heiligen Anna
- Tschechoslowakische Revolutionsmedaille
- Tschechoslowakische Siegesmedaille
- Ehrenlegion (Ordre national de la Légion d'Honneur)